# George Brooke (9e baron Cobham)

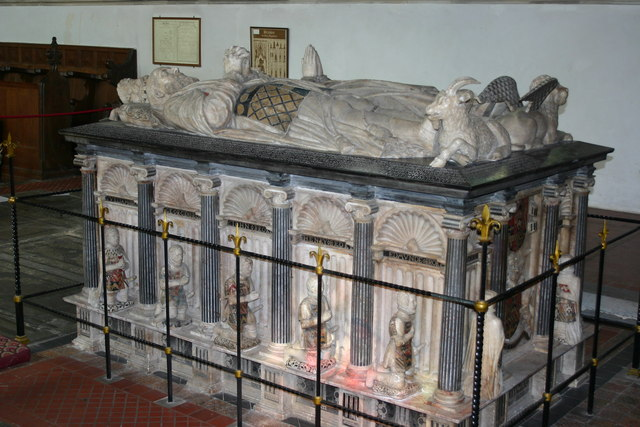
Monument et effigie de George Brooke, 9e baron Cobham, et de son épouse Anne Bray, St Mary Magdalene's Church, Cobham, Kent. Sur sa robe sont peintes les armes de St Amand : D' or de sable fretté, sur un chef du second trois plaques

George Brooke, 9e baron Cobham (ch. 1497 - 29 septembre 1558), seigneur du manoir de Cobham, Kent et de Cooling Castle, Kent, est un pair anglais, soldat et magnat, qui participe à la tourmente politique après la mort du roi Henri VIII.

## Famille
Il est le fils aîné survivant de Thomas Brooke, 8e baron Cobham et de sa première épouse Dorothy Heydon, une fille de Sir Henry Heydon et Anne Boleyn.
Ses grands-parents paternels sont John Brooke, 7e baron Cobham et Margaret Neville, une fille d'Edward Neville (3e baron Bergavenny) et Katherine Howard . Ses grands-parents maternels sont Sir Henry Heydon et Anne Boleyn, fille de Geoffrey Boleyn et cousin de la seconde épouse et reine consort du roi Henri VIII, Anne Boleyn . Le 3e baron Bergavenny est le plus jeune fils de Ralph Neville (1er comte de Westmorland) et de sa seconde épouse, Jeanne Beaufort (1379-1440), fille du troisième mariage de Jean de Gand, et demi-sœur du roi Henri IV . L'épouse de Bergavenny, Katherine Howard, est la fille de Sir Robert Howard et de Lady Margaret Mowbray. Le frère de Katherine est le premier duc Howard de Norfolk . Norfolk est l'ancêtre des deux épouses d'Henri VIII décapitées, Anne Boleyn et Catherine Howard.

## Carrière
Dans sa jeunesse, il accompagne son père au mariage de la princesse Marie (sœur du roi Henri VIII), avec le roi Louis XII de France. Il rentre en France dans les années 1520, combattant avec distinction autour de Calais. En juillet 1523 après la prise de Morlaix, il est investi chevalier par Thomas Howard, comte de Surrey et hérite du titre de son père en novembre 1529. En 1536, il est l'un des 27 pairs au procès de sa cousine au second degré, la reine Anne Boleyn. Après la dissolution des monastères, il acquiert beaucoup d'anciennes propriétés monastiques. Il est juge de paix pour le Kent. En 1544, il occupe un haut commandement dans l'armée anglaise qui envahit l'Écosse ; plus tard cette année-là, il est nommé commandant de Calais, une possession personnelle du roi. Il est fait chevalier de la Jarretière le 24 avril 1549.
La famille de Brooke est poursuivie par le scandale. Sa sœur, Elizabeth Brooke, est mariée à Sir Thomas Wyatt mais vit ouvertement en adultère avec un autre homme. Elle aurait attiré l'attention d'Henri VIII en 1542, et Eustache Chappuis, l'ambassadeur impérial, pense que si elle avait essayé, elle aurait pu devenir la sixième épouse d'Henri. Sa fille, Elisabeth Brooke, marquise de Northampton, est également sujette au scandale puisqu'à partir de 1543 elle vit avec son futur mari William Parr (1er marquis de Northampton) alors qu'il est séparé de sa femme adultère Anne Bourchier (7e baronne Bourchier) (en). Ils se sont finalement mariés pendant le règne d'Édouard VI, mais cela est déclaré invalide par Marie Ire. Sous le règne d'Élisabeth Ire, leur mariage est finalement confirmé comme valide.
Il démissionne de son poste en 1550 et devient, le 23 mai, membre du Conseil privé d'Édouard VI. Après la mort d'Edward, Brooke soutient la tentative de John Dudley (1er duc de Northumberland) de placer sa belle-fille Lady Jane Grey sur le trône. Il est gracié par la reine Marie Ire, mais redevient ensuite suspect. Son neveu, Sir Thomas Wyatt le Jeune est le chef de la Rébellion de Wyatt, une rébellion protestante qui attire les soupçons sur toute la famille. La fille de Brooke, Elizabeth Brooke, aurait été l'instigatrice du complot visant à placer Lady Jane Grey sur le trône à la place de Mary. Au cours de sa rébellion, Wyatt assiège Lord Cobham à Cooling Castle et bien que Cobham ait prétendu avoir résisté, à la suite de l'échec de la rébellion, il est accusé de complicité et est emprisonné dans la tour de Londres pendant une brève période. L'année suivante, au début de la réconciliation officielle de la reine catholique avec le Saint-Siège, il est chargé d'accueillir en Angleterre le légat papal, le cardinal Pole, qui est par la suite responsable de nombreux martyrs protestants en Angleterre. Par la suite, Cobham se limite aux affaires locales dans le Kent.

## Mariage et descendance
Vers 1517, certainement avant 1526, à Eaton Bray dans le Bedfordshire, il épouse Anne Braye (b.1501), fille aînée et cohéritière d'Edmund Braye (1er baron Braye) (en) (c.1480-1539), d'Eaton Bray, par son héritière  épouse Jane Halliwell (c.1480-1558). De sa femme il a dix fils et quatre filles :

### Fils
- William Brooke (10e baron Cobham) (1er novembre 1527 - 6 mars 1597), fils aîné et héritier, qui épouse Dorothy Nevill, dont il a une fille, et se remarie en 1560, à Frances Newton, une dame de la chambre à coucher de la reine Élisabeth Ire, dont il a sept enfants.
- George Brooke (27 janvier 1533 - 1570), qui épouse Christiana Duke, fille unique et héritière unique (de ses terres non réglées) de Richard Duke (c.1515-1572), député, d'Otterton, Devon, par qui il a des descendants :
  - Duke Brooke ;
  - Peter Brooke ;
- Thomas Brooke (1533 - 1578), alias "Thomas Cobham", député, marié et a des descendants.
- John Brooke (22 avril 1535 - 1594), alias "John Cobham", qui avant 1561 épouse Lady Alice Cobbe, veuve de Sir John Norton de Northwood, Milton, Kent, sans descendance [6].
- Sir Henry Brooke (5 février 1537 ou 1538 - vers 1591 ou janvier 1592), qui épouse Anne Sutton (décédée vers janvier 1611 ou 1612), une fille de Sir Henry Sutton de Nottinghamshire, dont il a des descendants :
  - John Brooke, 1er baron Cobham ;
  - Philippa Brooke (dc septembre 1613, inhumée à Stockeston, Leicestershire, le 28 septembre 1613), épouse successivement Walter Calverley et Sir Thomas Burton, 1er baronnet ;
  - Ann Brooke, épouse d'Edward Heron.

### Filles
- Dorothy Brooke (née en 1518) ;
- Élisabeth Brooke (en) (25 juin 1526 - 2 avril 1565), qui épouse (de manière bigame, comme sa seconde épouse) William Parr (1er marquis de Northampton) (unique frère de la reine Catherine Parr, dernière des six épouses du roi Henry VIII), alors qu'il est réputé encore marié à Anne Bourchier, 7e baronne Bourchier, ayant obtenu un divorce légalement incomplet. Sans descendance. Après avoir consulté sans succès des médecins à Anvers, elle est décédée d'un cancer du sein chez les Blackfriars et est enterrée à proximité de la cathédrale St Paul [7] de la City de Londres ;
- Catherine Brooke (BC 1527), qui épouse John Jerningham, dont elle a des descendants.

## Mort et enterrement
Il meurt le 29 septembre 1558, suivi de près par sa femme, Anne Bray, et est enterré dans le chœur de l'église St Mary Magdalene, Cobham. Il est remplacé par son fils aîné, William Brooke, 10e baron Cobham.